# Du käre lille snickerbo
"Du käre lille snickerbo" är en barnvisa från 1972, med text skriven av Astrid Lindgren och med musik av Georg Riedel. Den publicerades i En bunt visor för Pippi, Emil och andra 1978. Sången sjungs av Emil i Lönneberga i filmen "Nya hyss av Emil i Lönneberga" från 1972, då hans pappa jagar honom, vilket är en av de mest berömda händelserna i berättelserna om Emil i Lönneberga.

## Publikation
- Barnvisboken, 1977
- Smått å Gott, 1977
- En bunt visor för Pippi, Emil och andra, 1978
- Barnens svenska sångbok, 1999, under rubriken "Sånger för småfolk".

## Inspelningar
En tidig inspelning gjordes av Peter Himmelstrand på skivalbumet Min egen skattkammare 1981. Sången finns också inspelad med Black Ingvars från skivalbumet Sjung och var glad med Black-Ingvars från 1997.